# Comuna Kosivșciîna
Kosivșciîna (în ucraineană Косівщина) este o comună în raionul Sumî, regiunea Sumî, Ucraina, formată din satele Cernețke, Kononenkove, Kosivșciîna (reședința), Mali Vilmî, Nadtocieve, Solidarne și Zakumske.

## Demografie
Componența lingvistică a comunei Kosivșciîna
     Ucraineană (92,48%)
     Rusă (7,07%)
     Alte limbi (0,23%)
Conform recensământului din 2001, majoritatea populației comunei Kosivșciîna era vorbitoare de ucraineană (92,48%), existând în minoritate și vorbitori de rusă (7,07%).